# Anne Villemin-Sicherman

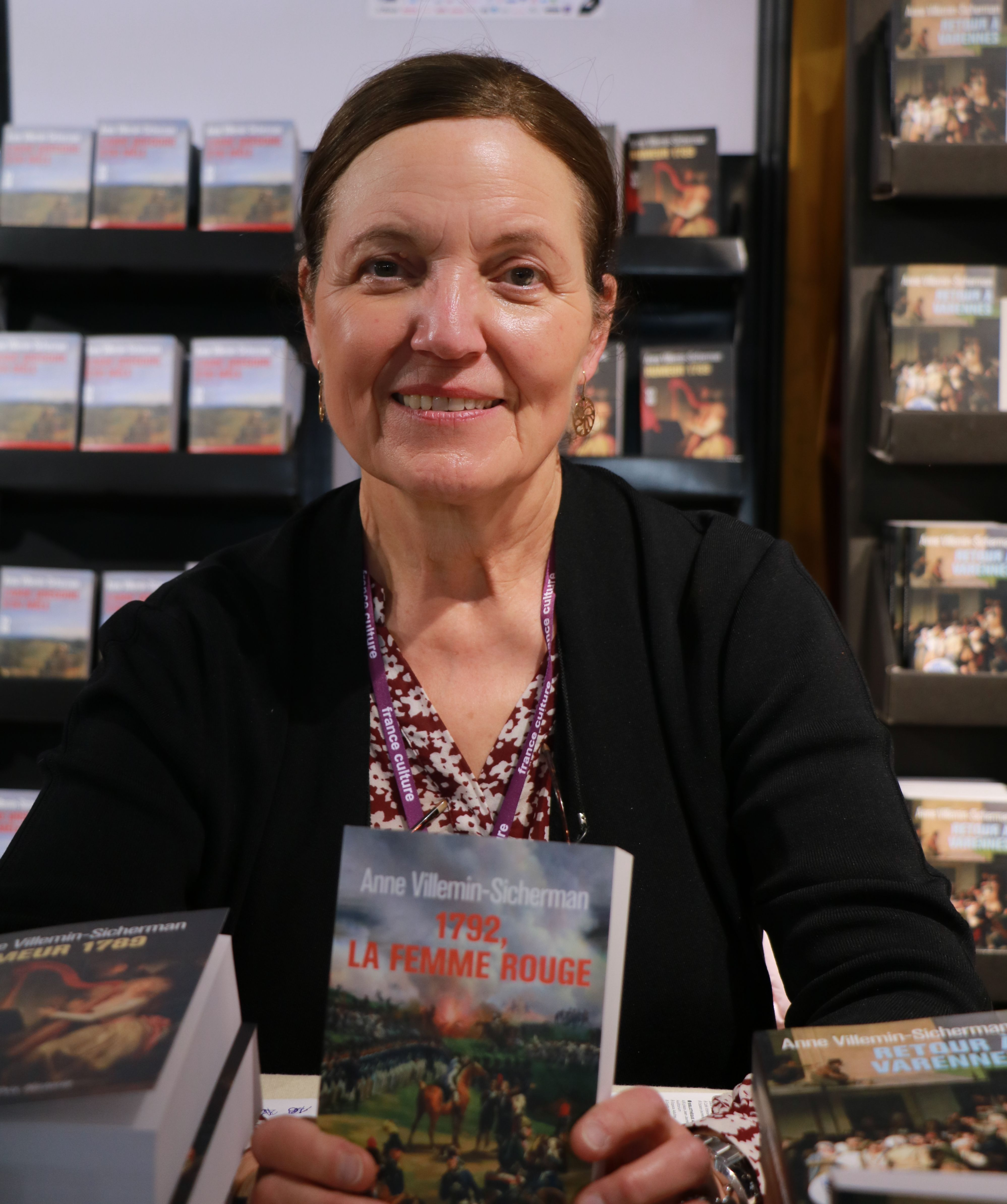
Anne Villemin-Sicherman (2021)

Anne Villemin-Sicherman (* 6. Februar 1951 in Pont-à-Mousson) ist eine französische Schriftstellerin. Sie hat historische Kriminalromane geschrieben, deren Handlung hauptsächlich in Metz am Ende des 18. und am Anfang des 19. Jahrhunderts spielt.

## Biografie
Ihre Kindheit verbrachte sie in Lothringen. Nach dem Studium der Medizin schlug sie die berufliche Laufbahn als Gynäkologin in Hagondange ein, ehe sie Schriftstellerin wurde. Anne Villemin-Sichermann entstammt einer vier Generationen umfassende Linie von Tierärzten und gab ihnen einen fiktiven Nachfolger durch den Ermittler in seinen ersten Romanen, Augustin Duroch. In ihren Romanen geht es auch oft um die jüdische Gemeinde des 18. Jahrhunderts in Metz.
Mehrere dieser Romane wurden von literarischen Preisen ausgezeichnet.

## Literarisches Werk

### Die ReiheAugustin Duroch
In dieser Reihe werden neben fiktiven Figuren auch historische Persönlichkeiten in die Krimihandlung eingebunden, wie, in den ersten Bänden Charles Alexandre de Calonne, Provinzhauptmann und späterer Finanzminister unter Ludwig XVI. Auch historische Ereignisse wie z. B. der Wettbewerb, der von der Académie Royale de Metz aufgeschrieben wurde, und ein wichtiger Schritt in der Emanzipation der Juden in Frankreich wurde, oder die Flucht von Ludwig XVI. nach Varennes, die eine Wende der Revolution wurde, oder noch die Schlacht von Valmy, die Goethe, die dort anwesend war, geschrieben hat.
- Guet-apens rue des Juifs, Strasbourg, éditions Le Quotidien 2014; Neuauflage, Abreschviller, éditions La Valette, 2017 (ISBN 979-10-91590-13-6)
- L’Argent des farines, Le Quotidien Verlag 2015; Neuauflage, La Valette Verlag, 2017 (ISBN 979-10-91590-15-0)
- Le Souper de Lafayette, éditions Le Quotidien Verlag 2016; Neuauflage, La Valette Verlag, 2017 (ISBN 979-10-91590-14-3)
- Un bûcher pour Versailles, La Valette Verlag, 2017 (ISBN 979-10-91590-12-9)
- L’Abbé Grégoire s’en mêle, La Valette Verlag, 2018 (ISBN 979-10-91590-19-8); Taschenbuchauflage, Paris, 10/18 Verlag, 2020 (ISBN 978-2-264-07665-6). Nominiert für den ersten Preis France Bleu
- Rumeur 1789, La Valette Verlag, 2019 (ISBN 979-10-91590-28-0); Taschenbuchauflage, Paris, 10/18 Verlag, 2020 (ISBN 978-2-264-07709-7). Preis Littré für Romane
- Retour à Varennes, Paris, 10/18 Verlag,  2021 (ISBN 978-2-264-07803-2). Nominiert für den Preis France-Bleu „l’histoire en polar“ (Geschichte in Krimi) 2021
- La Femme rouge, Paris, 10/18 Verlag, 2021 (ISBN 978-2-264-07816-2)

### Die ReiheMontfort
- 1803 la nuit de la sage-femme (1803: Die Nacht der Hebamme), Paris, 10/18 Verlag, 2023

## Auszeichnungen
- 2016: Preis des Salon du Livre Féminin de la Ville de Hagondange für Le Souper de Lafayette.
- 2019: L’Abbé Grégoire s’en mêle Preis der Zeitschrift Historia 2019 für historische Kriminalromane. Im selben Jahr auch für den Prix du Noir historique in Blois nominiert.
- 2019: Preis Littré für Romane pour Rumeur 1789[3][4]